# Verbascum crenulatum
Verbascum crenulatum är en flenörtsväxtart som beskrevs av Hub.-mor.. Verbascum crenulatum ingår i släktet kungsljus, och familjen flenörtsväxter. Inga underarter finns listade i Catalogue of Life.